# Mecz ostatniej szansy
Mecz ostatniej szansy – brytyjsko-amerykańska komedia o tematyce sportowej w reżyserii Barry'ego Skolnicka, z główną rolą byłego walijskiego piłkarza Vinniego Jonesa. Film jest remake'em amerykańskiego filmu z 1974 roku Najdłuższy jard z różnicą, że film z Burtem Reynoldsem w roli głównej przedstawia inną dyscyplinę sportu - futbol amerykański.

## Opis fabuły

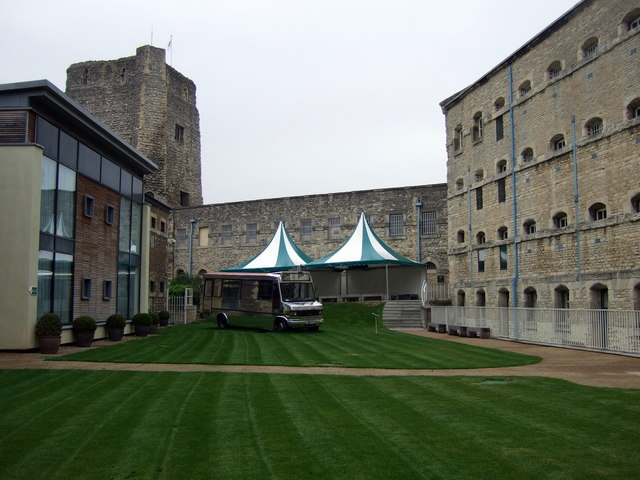
Dawne HM Prison Oxford

Danny Meehan, była gwiazda angielskiej piłki nożnej zostaje skazany na trzy lata więzienia za napaść na policjantów pod wpływem alkoholu. Ponieważ naczelnik więzienia jest wielkim maniakiem futbolu, Meehan otrzymuje propozycję prowadzenia drużyny strażników więziennych, lecz odmawia i w zamian proponuje naczelnikowi rozegranie meczu: strażnicy kontra skazańcy, w którym jest kapitanem zespołu oraz grającym trenerem. W krótkim czasie musi przemienić rozleniwionych więźniów w zgrany zespół. Jeśli jego drużyna przegra - współwięźniowie mu tego nie wybaczą, a jeśli wygra – może zapomnieć o warunkowym zwolnieniu.

## Obsada
- Vinnie Jones jako Danny Meehan
- Jason Statham jako Mnich
- Jamie Sives jako Chiv
- Danny Dyer jako Billy
- Stephen Martin Walters jako Nitro
- Rocky Marshall jako Cigs
- Adam Fogerty jako Mouse
- David Kelly jako Doktor
- David Hemmings jako Naczelnik więzienia
- Ralph Brown jako Burton
- Vas Blackwood jako Masywny
- Robbie Gee jako Trojan
- Geoff Bell jako Ratchett
- Jason Flemyng jako Bob
- Martin Wimbush jako Z
- David Reid jako Barman
- David Cropman jako Drugi Barman
- Omid Djalili jako Ray
- Stephen Bent jako sędzia

i inni.

## Produkcja
Mecz ostatniej szansy był kręcony w okresie kwietnia-czerwca 2001. Najwięcej scen z więzienia było kręconych w dawnym więzieniu w Oksfordzie, natomiast akcja z meczu była kręcona na boisku Yeading F.C. w Londynie.